# 梅克倫堡-施特雷利茨的卡羅琳
梅克倫堡-施特雷利茨的卡羅琳（德語：Caroline von Mecklenburg-Strelitz，1821年1月10日—1876年6月1日），梅克倫堡-施特雷利茨大公格奧爾格的次女。
1841年，卡羅琳與丹麥國王克里斯蒂安八世的獨子弗雷德里克結婚。由於忍受不了丈夫糟糕的脾氣、酗酒、以及持續性的外遇，卡羅琳在1844年於德國拜訪完父母之後拒絕回到丹麥。兩人於1846年正式離婚。